# Manolli, Parasgad
Manolli là một làng thuộc tehsil Parasgad, huyện Belgaum, bang Karnataka, Ấn Độ.